# Галактична динаміка (книга)
«Галактична динаміка» (англ. Galactic Dynamics) — підручник, написаний Джеймсом Бінні і Скоттом Тремейном і присвячений питанням зоряної динаміки і структури галактик. Книга була вперше видана 1987 року і перевидана 2008 року. Вона стала стандартним довідником з галактичної астрономії й однією з найвпливовіших книг у своїй області, отримавши понад 10000 цитувань.

## Зміст
Книга аналізує теорію потенціалу, орбіти зір у галактиках, рівновагу та стійкість зоряних систем, утворення спіральної структури і барів галактик, кінетичну теорію зір у галактиках, формування галактик. Окремі підпараграфи присвячені питанням хаосу в зоряних системах, розпаду кулястих скупчень, злиттю галактик. У книзі паралельно розвиваються й комбінуються кілька різних підходів до опису зоряної динаміки: змінні дія — кут, рівняння Джинса, N-частинкові моделювання.

## Відгуки
Джо Бові називав «Галактичну динаміку» «чудовим підручником для аспірантів», але відзначив, що такий «глибокий і вичерпний розгляд усіх важливих тем галактичної динаміки» може бути надмірно складним для студентів, які тільки починають працювати в цій галузі. Бові відзначав, що «підхід Бінні і Тремейна також значною мірою відірваний від спостережень і застосувань (за винятком їхнього чудового вступного розділу) і не охоплює формування та еволюцію галактик або їх космологічний контекст», і ця проблема зазвичай вирішується використанням інших книг на додачу до «Галактичної динаміки».
Вальтер Денен так відгукнувся про «Галактичну динаміку» в журналі Observatory:
|  | Вона абсолютно необхідна всім, від аспірантів до старших науковців, чиї дослідження зачіпають тему галактичної динаміки. Велика сила цієї книги […] полягає в здатності Бінні і Тремейна пояснити навіть найскладніші концепції та аргументи простим і логічним способом. |

Кен Фрімен у відгуку в Physics Today особливо відзначив «велику колекцію цікавих і складних завдань для навчання та закріплення широкого матеріалу, поданого в книзі».
Вільям Пресс написав, що вважає Галактичну динаміку «найважливішою книгою, опублікованою в галузі астрономії за останні десять років».

## Видання
- James Binney, Scott Tremaine. Galactic Dynamics. — Princeton University Press, 1987. — 733 с.
- James Binney, Scott Tremaine. Galactic Dynamics. — Second Edition. — Princeton University Press, 2011. — 904 с.